# Massulya
Massulya (persiska: امامزاده عو ابن محمد ابن علی, ماسوله, Māsūleh) är en ort i Iran.   Den ligger i provinsen Gilan, i den nordvästra delen av landet, 270 km nordväst om huvudstaden Teheran. Massulya ligger 1 050 meter över havet och antalet invånare är 554.
Terrängen runt Massulya är huvudsakligen mycket bergig. Massulya ligger nere i en dal.Runt Massulya är det ganska tätbefolkat, med 134 invånare per kvadratkilometer. Närmaste större samhälle är Gasht-e Rūdkhān, 19,8 km öster om Massulya. Omgivningarna runt Massulya är en mosaik av jordbruksmark och naturlig växtlighet.